# Cruz Gabriel
Cruz Gabriel är en ort i Mexiko.   Den ligger i kommunen Chilón och delstaten Chiapas, i den sydöstra delen av landet, 800 km öster om huvudstaden Mexico City. Cruz Gabriel ligger 1 488 meter över havet och antalet invånare är 297.
Terrängen runt Cruz Gabriel är huvudsakligen kuperad. Cruz Gabriel ligger uppe på en höjd. Runt Cruz Gabriel är det ganska tätbefolkat, med 54 invånare per kvadratkilometer. Närmaste större samhälle är Yajalón, 15,8 km nordväst om Cruz Gabriel. I omgivningarna runt Cruz Gabriel växer i huvudsak städsegrön lövskog.